# Cretoglaphyrus leptopterus
Cretoglaphyrus leptopterus is een keversoort uit de familie Glaphyridae. De wetenschappelijke naam van de soort is voor het eerst geldig gepubliceerd in 2005 door Nikolajev.